# Galatasaray Istanbul/Saison 1967/68
Die Saison 1967/68 von Galatasaray Istanbul war die 60. Saison in der Vereinsgeschichte und die 10. Saison in der türkischen Liga, der 1. Lig. Der Klub beendete die Saison auf dem 3. Platz. In der Türkiye Kupası schied Galatasaray im Halbfinale aus.

## Personalien

### Kader
| Nat.                                           | Name                | Geburtsdatum  | im Verein seit | vorheriger Verein      |
| Torhüter                                       | Torhüter            | Torhüter      | Torhüter       | Torhüter               |
| ---------------------------------------------- | ------------------- | ------------- | -------------- | ---------------------- |
| Turkei                                         | Faruk Özceylan      | 1. Jan. 1948  | 1967           | n. a.                  |
| Turkei                                         | Yasin Özdenak       | 11. Okt. 1948 | 1967           | Istanbulspor           |
| Jugoslawien Sozialistische Föderative Republik | Tatomir Radunovic   | 1. Jan. 1940  | 1967           | FK Roter Stern Belgrad |
| Abwehr                                         |                     |               |                |                        |
| Turkei                                         | Ergün Acuner        | 18. Juni 1941 | 1964           | Izmirspor              |
| Turkei                                         | Doğan Sel           | 1. Dez. 1936  | 1963           | Fatih Karagümrük SK    |
| Turkei                                         | Erdal Tuncer        | 1. Jan. 1942  | 1967           | Galata SK              |
| Turkei                                         | Bekir Türkgeldi     | 1. Apr. 1935  | 1965           | Altay Izmir            |
| Mittelfeld                                     |                     |               |                |                        |
| Turkei                                         | Turan Doğangün      | 20. Aug. 1941 | 1964           | MKE Ankaragücü         |
| Turkei                                         | Ural Metiner        | 28. Nov. 1948 | 1967           | n. a.                  |
| Turkei                                         | Mehmet Oğuz         | 3. Mai 1949   | 1967           | Kadırga SK             |
| Turkei                                         | Talat Özkarslı      | 21. Sep. 1940 | 1961           | Göztepe Izmir          |
| Turkei                                         | Onursal Uraz        | 1. Jan. 1944  | 1967           | Hacettepe              |
| Turkei                                         | Mustafa Yürür       | 26. Juni 1938 | 1959           | Beykozspor             |
| Angriff                                        |                     |               |                |                        |
| Turkei                                         | Naşit Atvur         | n. a.         | 1967           | Fatih Karagümrük SK    |
| Turkei                                         | Ayhan Elmastaşoğlu  | 23. Aug. 1941 | 1960           | Altay Izmir            |
| Turkei                                         | Yılmaz Gökdel       | 20. Feb. 1940 | 1963           | Beykozspor             |
| Turkei                                         | Ergin Gürses        | 24. Feb. 1942 | 1966           | n. a.                  |
| Turkei                                         | Uğur Köken          | 28. Nov. 1937 | 1959           | eigene Jugend          |
| Jugoslawien Sozialistische Föderative Republik | Vladimir Nikolovski | 25. Juli 1938 | 1966           | n. a.                  |
| Turkei                                         | Metin Oktay         | 2. Feb. 1936  | 1962           | Palermo                |
| Turkei                                         | Gökmen Özdenak      | 22. Juni 1947 | 1967           | Istanbulspor           |

#### Transfers
| Zugänge | Abgänge |
| --- | --- |
| - Naşit Atvur (Fatih Karagümrük SK) - Ural Metiner (n. a.) - Faruk Özceylan (n. a.) - Gökmen Özdenak (Istanbulspor) - Yasin Özdenak (n. a.) - Mehmet Oğuz (Kadırga SK) - Tatomir Radunović (FK Roter Stern Belgrad) - Erdal Tuncer (Galata SK) - Onursal Uraz (Hacettepe) | - Bahri Altıntabak (Altınordu Izmir) - Yervant Balcı (Samsunspor) - Bülent Gürbüz (Boluspor) - Ahmet Tuna Kozan (Bursaspor) - Tarık Kutver (Mersin İdman Yurdu) - Tuncer İnceler (Vefa Istanbul) - Turgay Şeren (Karriere beendet) |

## Saison
Alle Ergebnisse aus Sicht von Galatasaray Istanbul.
Die Tabelle listet alle 1.-Lig-Spiele des Vereins der Saison 1967/68 auf. Siege sind grün, Unentschieden gelb und Niederlagen rot markiert.

### 1. Lig
| ST | Datum              | Gegner                | Ort                             | Ergebnis  | Tor(e) für Galatasaray Istanbul                                                               |
| -- | ------------------ | --------------------- | ------------------------------- | --------- | --------------------------------------------------------------------------------------------- |
| 01 | 10. September 1967 | Mersin İdman Yurdu    | Tevfik Sırrı Gür Stadı, Mersin  | 2:1 (1:0) | 1:0 Oktay (7.), 2:1 Acuner (76.)                                                              |
| 02 | 17. September 1967 | Feriköy SK            | Ali Sami Yen Stadyumu, Istanbul | 1:3 (1:1) | 1:0 Oktay (6. Elfmeter)                                                                       |
| 03 | 23. September 1967 | Vefa Istanbul         | Ali Sami Yen Stadyumu, Istanbul | 1:0 (1:0) | 1:0 Oktay (8.)                                                                                |
| 04 | 1. Oktober 1967    | Altınordu Izmir       | Alsancak Stadı, Izmir           | 1:0 (1:0) | 1:0 Oktay (35.)                                                                               |
| 05 | 8. Oktober 1967    | Fenerbahçe Istanbul   | Ali Sami Yen Stadyumu, Istanbul | 0:2 (0:1) | keine                                                                                         |
| 06 | 15. Oktober 1967   | Göztepe Izmir         | Ali Sami Yen Stadyumu, Istanbul | 0:0       | keine                                                                                         |
| 07 | 22. Oktober 1967   | Hacettepe             | 19 Mayıs Stadı, Ankara          | 0:0       | keine                                                                                         |
| 08 | 29. Oktober 1967   | Eskişehirspor         | Ali Sami Yen Stadyumu, Istanbul | 1:1 (0:0) | 1:0 Oktay (65.)                                                                               |
| 09 | 5. November 1967   | Altay Izmir           | Alsancak Stadı, Izmir           | 1:2 (1:2) | 1:1 Doğangün (34.)                                                                            |
| 10 | 11. November 1967  | PTT                   | Ali Sami Yen Stadyumu, Istanbul | 0:0       | keine                                                                                         |
| 11 | 19. November 1967  | Bursaspor             | Ali Sami Yen Stadyumu, Istanbul | 1:1 (0:1) | 1:1 Köken (50.)                                                                               |
| 12 | 3. Dezember 1967   | Şekerspor             | 19 Mayıs Stadı, Ankara          | 1:0 (1:0) | 1:0 Oktay (22.)                                                                               |
| 13 | 9. Dezember 1967   | Gençlerbirliği Ankara | Ali Sami Yen Stadyumu, Istanbul | 0:1 (0:1) | keine                                                                                         |
| 14 | 17. Dezember 1967  | MKE Ankaragücü        | 19 Mayıs Stadı, Ankara          | 3:3 (0:1) | 1:1 Oktay (57. Elfmeter), 2:2 Oğuz (63.), 3:2 Oğuz (66.)                                      |
| 15 | Spielfrei          | Spielfrei             | Spielfrei                       | Spielfrei | Spielfrei                                                                                     |
| 16 | 30. Dezember 1967  | Ankara Demirspor      | Mithatpaşa Stadı, Istanbul      | 1:0 (1:0) | 1:0 Oktay (27.)                                                                               |
| 17 | 7. Januar 1968     | Beşiktaş Istanbul     | Mithatpaşa Stadı, Istanbul      | 1:1 (0:1) | 1:1 Acuner (70.)                                                                              |
| 18 | 4. Februar 1968    | Mersin İdman Yurdu    | Mithatpaşa Stadı, Istanbul      | 3:0 (0:0) | 1:0 Elmastaşoğlu (50.), 2:0 Elmastaşoğlu (53.), 3:0 Elmastaşoğlu (59.)                        |
| 19 | 10. Februar 1968   | Feriköy SK            | Mithatpaşa Stadı, Istanbul      | 4:0 (1:0) | 1:0 Oktay (29. Elfmeter), 2:0 Elmastaşoğlu (50.), 3:0 Elmastaşoğlu (62.), 4:0 Sel (83.)       |
| 20 | 18. Februar 1968   | Vefa Istanbul         | Mithatpaşa Stadı, Istanbul      | 5:2 (2:2) | 1:0 Oktay (4.), 2:1 Doğangün (15.), 3:2 Oktay (48.), 4:2 Oğuz (53.), 5:2 Oktay (87. Elfmeter) |
| 21 | 25. Februar 1968   | Altınordu Izmir       | Mithatpaşa Stadı, Istanbul      | 1:0 (1:0) | 1:0 Doğangün (12.)                                                                            |
| 22 | 3. März 1968       | Fenerbahçe Istanbul   | Mithatpaşa Stadı, Istanbul      | 0:3 (0:2) | keine                                                                                         |
| 23 | 10. März 1968      | Göztepe Izmir         | Alsancak Stadı, Izmir           | 1:2 (0:2) | 1:2 Köken (78.)                                                                               |
| 24 | 17. März 1968      | Hacettepe             | Ali Sami Yen Stadyumu, Istanbul | 1:0 (0:0) | 1:0 Özkarslı (86.)                                                                            |
| 25 | 24. März 1968      | Eskişehirspor         | Atatürk Stadı, Eskişehir        | 1:0 (0:0) | 1:0 Elmastaşoğlu (65.)                                                                        |
| 26 | 31. März 1968      | Altay Izmir           | Ali Sami Yen Stadyumu, Istanbul | 1:2 (1:1) | 1:1 Gökdel (40.)                                                                              |
| 27 | 7. April 1968      | PTT                   | 19 Mayıs Stadı, Ankara          | 1:1 (0:1) | 1:1 Acuner (69. Elfmeter)                                                                     |
| 28 | 14. April 1968     | Bursaspor             | Atatürk Stadı, Bursa            | 2:2 (1:1) | 1:0 Oktay (25.), 2:1 Özdenak (82.)                                                            |
| 29 | 21. April 1968     | Şekerspor             | Ali Sami Yen Stadyumu, Istanbul | 1:0 (1:0) | 1:0 Elmastaşoğlu (45.)                                                                        |
| 30 | 28. April 1968     | Gençlerbirliği Ankara | 19 Mayıs Stadı, Ankara          | 1:2 (0:1) | 1:2 Oktay (89.)                                                                               |
| 31 | 5. Mai 1968        | MKE Ankaragücü        | Ali Sami Yen Stadyumu, Istanbul | 2:0 (0:0) | 1:0 Gökdel (65.), 2:0 Özdenak (87.)                                                           |
| 32 | Spielfrei          | Spielfrei             | Spielfrei                       | Spielfrei | Spielfrei                                                                                     |
| 33 | 19. Mai 1968       | Ankara Demirspor      | 19 Mayıs Stadı, Ankara          | 2:3 (0:1) | 1:0 Oktay (44.), 2:1 Oktay (52.)                                                              |
| 34 | 26. Mai 1968       | Beşiktaş Istanbul     | Ali Sami Yen Stadyumu, Istanbul | 4:4 (2:1) | 1:1 Oktay (35.), 2:1 Oktay (39.), 3:1 Doğangün (59.), 4:2 Köken (73.)                         |

### Türkiye Kupası
| Runde        | Datum            | Gegner               | Ort                             | Ergebnis             | Tor(e) für Galatasaray Istanbul                                                                            |
| ------------ | ---------------- | -------------------- | ------------------------------- | -------------------- | --- |
| 1R-Hinspiel  | 25. Oktober 1967 | Adana Milli Mensucat | Şehir Stadı, Adana              | 3:1 (1:0)            | 1:0 Doğangün (38.), 2:1 Oktay (77.), 3:1 Doğangün (82.)                                                    |
| 1R-Rückspiel | 1. Oktober 1967  | Adana Milli Mensucat | Ali Sami Yen Stadyumu, Istanbul | 6:0 (2:0)            | 1:0 Köken (10.), 2:0 Özdenak (13.), 3:0 Oğuz (56.), 4:0 Doğangün (78.), 5:0 Özdenak (83.), 6:0 Yürür (85.) |
| 2R-Hinspiel  | 21. Januar 1968  | Altınordu Izmir      | Alsancak Stadı, Izmir           | 1:2 (0:1)            | 1:1 Acuner (55.)                                                                                           |
| 2R-Rückspiel | 27. Januar 1968  | Altınordu Izmir      | Mithatpaşa Stadı, Istanbul      | 2:0 (1:0)            | 1:0 Acuner (6.), 2:0 Oktay (53.)                                                                           |
| VF-Hinspiel  | 20. März 1968    | Bandırmaspor         | 17 Eylül Stadı, Bandırma        | 0:0                  | keine |
| VF-Rückspiel | 10. April 1968   | Bandırmaspor         | Mithatpaşa Stadı, Istanbul      | 2:0 (0:0)            | 1:0 Özdenak (55.), 2:0 Oktay (72.)                                                                         |
| HF-Hinspiel  | 1. Juni 1968     | Altay Izmir          | Mithatpaşa Stadı, Istanbul      | 2:1 (0:1)            | 1:1 Köken (68.), 2:1 Köken (70.)                                                                           |
| HF-Rückspiel | 9. Juni 1968     | Altay Izmir          | Alsancak Stadı, Izmir           | 0:2 n. V. (0:1, 0:1) | keine |

### TSYD Kupası
| Datum           | Gegner              | Ort                        | Ergebnis  | Tor(e) für Galatasaray Istanbul                |
| --------------- | ------------------- | -------------------------- | --------- | ---------------------------------------------- |
| 20. August 1967 | Beşiktaş Istanbul   | Mithatpaşa Stadı, Istanbul | 1:0 (0:0) | 1:0 Doğangün (71.)                             |
| 23. August 1967 | Fenerbahçe Istanbul | Mithatpaşa Stadı, Istanbul | 2:1 (1:1) | 1:0 Elmastaşoğlu (13.), 2:1 Elmastaşoğlu (50.) |

## Statistiken

### Teamstatistik
| Wettbewerb     | Punkte | daheim | daheim | daheim | daheim | daheim | auswärts | auswärts | auswärts | auswärts | auswärts | Gesamt | Gesamt | Gesamt | Gesamt | Gesamt | Tordifferenz |
| Wettbewerb     | Punkte | Sp     | G      | U      | N      | TV     | Sp       | G        | U        | N        | TV       | Sp     | G      | U      | N      | TV     | Tordifferenz |
| -------------- | ------ | ------ | ------ | ------ | ------ | ------ | -------- | -------- | -------- | -------- | -------- | ------ | ------ | ------ | ------ | ------ | ------------ |
| 1. Lig         | 36:28  | 16     | 7      | 5      | 4      | 15:11  | 16       | 6        | 5        | 5        | 29:25    | 32     | 13     | 10     | 9      | 44:36  | +8           |
| Türkiye Kupası | –      | 4      | 4      | 0      | 0      | 12:1   | 4        | 1        | 1        | 2        | 4:5      | 8      | 5      | 1      | 2      | 16:6   | +10          |
| Gesamt         | 36:28  | 20     | 11     | 5      | 4      | 27:12  | 20       | 7        | 6        | 7        | 33:30    | 40     | 18     | 11     | 11     | 60:42  | +18          |

### Saisonverlauf
| Spieltag | 1 | 2  | 3 | 4 | 5 | 6 | 7 | 8 | 9 | 10 | 11 | 12 | 13 | 14 | 15 | 16 | 17 | 18 | 19 | 20 | 21 | 22 | 23 | 24 | 25 | 26 | 27 | 28 | 29 | 30 | 31 | 32 | 33 | 34 |
| -------- | - | -- | - | - | - | - | - | - | - | -- | -- | -- | -- | -- | -- | -- | -- | -- | -- | -- | -- | -- | -- | -- | -- | -- | -- | -- | -- | -- | -- | -- | -- | -- |
| Spielort | A | H  | H | A | H | A | A | H | A | H  | H  | A  | H  | A  |    | H  | H  | H  | A  | A  | H  | A  | A  | H  | A  | H  | A  | A  | H  | A  | H  |    | A  | A  |
| Resultat | S | N  | S | S | N | U | U | U | N | U  | U  | S  | N  | U  |    | S  | S  | S  | S  | S  | S  | V  | V  | S  | S  | V  | U  | U  | S  | V  | S  |    | V  | U  |
| Platz    | 3 | 10 | 6 | 3 | 5 | 5 | 6 | 6 | 9 | 8  | 9  | 6  | 11 | 10 | 10 | 8  | 7  | 5  | 3  | 3  | 3  | 3  | 4  | 3  | 3  | 4  | 4  | 3  | 3  | 3  | 3  | 4  | 5  | 3  |

Quelle: https://www.weltfussball.de/spielplan/tur-sueperlig-1967-1968
Legende: Spielort: H = Heim; A = Auswärts. Resultat: S = Sieg; U = Unentschieden; N = Niederlage

### Spielerstatistiken
| Spieler             | 1. Lig   | 1. Lig | 1. Lig      | 1. Lig     | Türkiye Kupası | Türkiye Kupası | Türkiye Kupası | Türkiye Kupası | TSYD Kupası | TSYD Kupası | TSYD Kupası | TSYD Kupası | Total    | Total | Total       | Total      |
| Spieler             | Einsätze | Tore   | Gelbe Karte | Rote Karte | Einsätze       | Tore           | Gelbe Karte    | Rote Karte     | Einsätze    | Tore        | Gelbe Karte | Rote Karte  | Einsätze | Tore  | Gelbe Karte | Rote Karte |
| ------------------- | -------- | ------ | ----------- | ---------- | -------------- | -------------- | -------------- | -------------- | ----------- | ----------- | ----------- | ----------- | -------- | ----- | ----------- | ---------- |
| Ergün Acuner        | 22       | 3      | 0           | 0          | 5              | 2              | 0              | 0              | 2           | 0           | 0           | 0           | 29       | 5     | 0           | 0          |
| Naşit Atvur         | 1        | 0      | 0           | 0          | 0              | 0              | 0              | 0              | 0           | 0           | 0           | 0           | 1        | 0     | 0           | 0          |
| Turan Doğangün      | 30       | 4      | 0           | 0          | 8              | 3              | 0              | 0              | 2           | 1           | 0           | 0           | 40       | 8     | 0           | 0          |
| Ayhan Elmastaşoğlu  | 29       | 7      | 0           | 0          | 7              | 0              | 0              | 0              | 2           | 2           | 0           | 0           | 38       | 9     | 0           | 0          |
| Yılmaz Gökdel       | 29       | 2      | 0           | 0          | 5              | 0              | 0              | 0              | 2           | 0           | 0           | 0           | 36       | 2     | 0           | 0          |
| Ergin Gürses        | 0        | 0      | 0           | 0          | 1              | 0              | 0              | 0              | 0           | 0           | 0           | 0           | 1        | 0     | 0           | 0          |
| Uğur Köken          | 30       | 3      | 0           | 0          | 8              | 3              | 0              | 0              | 2           | 0           | 0           | 0           | 40       | 6     | 0           | 0          |
| Ural Metiner        | 4        | 0      | 0           | 0          | 2              | 0              | 0              | 0              | 0           | 0           | 0           | 0           | 6        | 0     | 0           | 0          |
| Vladimir Nikolovski | 1        | 0      | 0           | 0          | 0              | 0              | 0              | 0              | 0           | 0           | 0           | 0           | 1        | 0     | 0           | 0          |
| Mehmet Oğuz         | 17       | 3      | 0           | 0          | 4              | 1              | 0              | 0              | 0           | 0           | 0           | 0           | 21       | 4     | 0           | 0          |
| Metin Oktay         | 27       | 18     | 0           | 0          | 6              | 3              | 0              | 0              | 2           | 0           | 0           | 0           | 35       | 21    | 0           | 0          |
| Faruk Özceylan      | 4        | 0      | 0           | 0          | 3              | 0              | 0              | 0              | 0           | 0           | 0           | 0           | 7        | 0     | 0           | 0          |
| Gökmen Özdenak      | 19       | 2      | 0           | 0          | 6              | 3              | 0              | 0              | 1           | 0           | 0           | 0           | 26       | 5     | 0           | 0          |
| Yasin Özdenak       | 26       | 0      | 0           | 0          | 5              | 0              | 0              | 0              | 2           | 0           | 0           | 0           | 33       | 0     | 0           | 0          |
| Talat Özkarslı      | 28       | 1      | 0           | 0          | 4              | 0              | 0              | 0              | 2           | 0           | 0           | 0           | 34       | 1     | 0           | 0          |
| Tatomir Radunovic   | 5        | 0      | 0           | 0          | 2              | 0              | 0              | 0              | 0           | 0           | 0           | 0           | 7        | 0     | 0           | 0          |
| Doğan Sel           | 31       | 1      | 0           | 0          | 7              | 0              | 0              | 0              | 2           | 0           | 0           | 0           | 40       | 1     | 0           | 0          |
| Erdal Tuncer        | 20       | 0      | 0           | 0          | 6              | 0              | 0              | 0              | 2           | 0           | 0           | 0           | 28       | 0     | 0           | 0          |
| Bekir Türkgeldi     | 22       | 0      | 0           | 0          | 7              | 0              | 0              | 0              | 0           | 0           | 0           | 0           | 29       | 0     | 0           | 0          |
| Onursal Uraz        | 18       | 0      | 0           | 0          | 3              | 0              | 0              | 0              | 2           | 0           | 0           | 0           | 23       | 0     | 0           | 0          |
| Mustafa Yürür       | 24       | 0      | 0           | 0          | 8              | 1              | 0              | 0              | 0           | 0           | 0           | 0           | 32       | 1     | 0           | 0          |